# ألان روبرتس (ملحن)
ألان روبرتس (بالإنجليزية: Allan Roberts)‏ هو ملحن وعازف بيانو وكاتب أغاني أمريكي، ولد في 12 مارس 1905 في بروكلين في الولايات المتحدة، وتوفي في 14 يناير 1966 في هوليوود في الولايات المتحدة.

## وصلات خارجية
- ألان روبرتس على موقع IMDb (الإنجليزية)
- ألان روبرتس على موقع ميوزك برينز (الإنجليزية)
- ألان روبرتس على موقع أول موفي (الإنجليزية)
- ألان روبرتس على موقع قاعدة بيانات برودواي على الإنترنت (الإنجليزية)
- ألان روبرتس على موقع قاعدة بيانات الأفلام السويدية (السويدية)
- ألان روبرتس على موقع ديسكوغز (الإنجليزية)